# (18806) Zachpenn
(18806) Zachpenn (1999 JX79) – planetoida z grupy pasa głównego asteroid okrążająca Słońce w ciągu 4,56 lat w średniej odległości 2,75 j.a. Odkryta 13 maja 1999 roku.